# Graafschap Falkenstein
Falkenstein was een tot de Boven-Rijnse Kreits behorend graafschap binnen het Heilige Roomse Rijk.

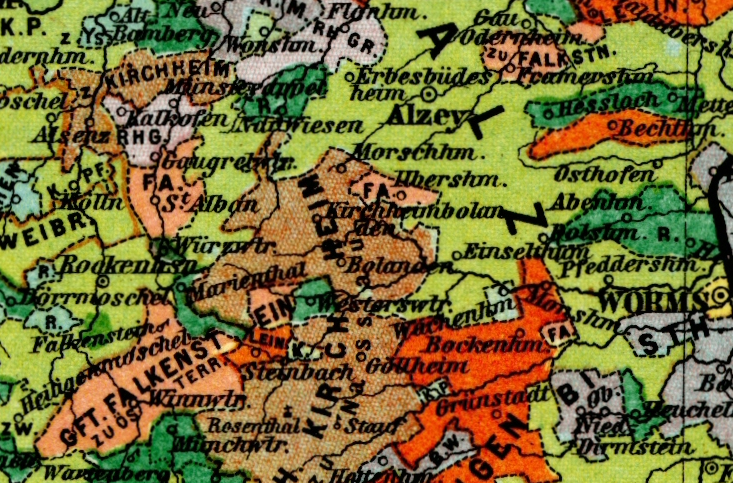
ligging graafschap Falkenstein

graafschap Falkenstein

Voor 1135 werd de rijksburcht Falkenstein bij Kaiserslautern gebouwd. Omstreeks 1230 wordt het de zetel van Philips III van Bolanden, die hier een zijlinie van dat geslacht sticht. Philips was rijkskamerheer en burchtvoogd van de Rijksburcht Trifels, waar de kroonjuwelen van het Rijk werden bewaard. Door zijn huwelijk met Isengard van Münzenberg breidt het bezit van de familie zich uit met goederen ten oosten van de Rijn. In de Taunus wordt de burcht Neu-Falkenstein gebouwd en daarbij ontstaat een heerlijkheid, die ook Falkenstein heet. Er zijn dus twee heerlijkheden Falkenstein binnen dezelfde familie.
In 1398 wordt de heerlijkheid bij Kaiserslautern tot graafschap verheven voor Philips VIII (overleden 1407). Zijn broer, keurvorst Werner van Trier is de laatste graaf uit de familie Bolanden. Met hem sterft de familie in 1418 uit.
Agnes van Falkenstein, de zuster van de laatste graaf is gehuwd met Otto van Solms (overleden 1409). Hun dochter Agnes van Solms, gehuwd met graaf Rudrecht van Virneburg is de erfgename van het graafschap Falkenstein. Op die manier wordt Falkenstein met het graafschap Virneburg verbonden. Rudrecht VII van Virneburg verkoopt het graafschap Falkenstein in 1456 aan zijn neef Wirich van Daun-Oberstein. De keizer beleent echter de hertog van Lotharingen met Falkenstein en Wirich van Daun moet Falkenstein als achterleen accepteren. Deze situatie heeft langdurige twisten en processen tot gevolg.
Emich V van Daun-Falkenstein overlijdt zonder nakomelingen in 1628. Bij testament gaat het graafschap naar zijn achterneef
Frans Christof van Daun-Oberstein. Na diens dood in 1636 erft een andere achterneef, Johan Adolf van Daun-Bruch bij testament. Zijn zoon Willem Wirich van Daun-Bruch verkoopt het graafschap in 1667 aan het hertogdom Lotharingen. Intussen wordt het graafschap van 1646 tot 1667 bezet door Philips Dietrich van Manderscheid-Kail. Hij baseert zijn aanspraken op zijn huwelijk met Elizabeth Amalia van Löwenhaupt, een achterkleindochter van Jan van Daun-Falkenstein.
Hertog Karel III van Lotharingen schenkt het graafschap Falkenstein aan zijn zoon uit een onwettig huwelijk, Karel Hendrik. Deze zoon wordt in 1667 graaf van Vaudemont, Falkenstein en Saarwerden. Na zijn dood in 1723 valt het terug aan hertog Leopold van Lotharingen. Als zijn zoon hertog Frans III Stefan van Lotharingen in 1736 afstand doet van het hertogdom Lotharingen, behoudt hij het graafschap Falkenstein. Daardoor komt het graafschap in een personele unie met het groothertogdom Toscane. Als zijn zoon Jozef II na de dood van Maria Theresia in 1780 de Oostenrijkse erflanden erft, wordt Falkenstein dus met de Habsburgse bezittingen verenigd. Ondanks de nabijheid van de Oostenrijkse Nederlanden blijft het een afzonderlijke eenheid.
In 1797 wordt het graafschap ingelijfd bij Frankrijk. Het Congres van Wenen voegt het in 1815 grotendeels bij het koninkrijk Beieren.

## Gebied
Tot het graafschap behoorden slot en stad Winnweiler en de ruïne en het gehucht Falkenstein. Het bestuur zetelde in Winnweiler.

## Regenten
| regering    | naam            | geboren    | overleden  | familie                    |
| ----------- | --------------- | ---------- | ---------- | -------------------------- |
| 1343/9-1407 | Philips VIII    | voor 1358  | 21-3-1407  |                            |
| 1407-1418   | Werner          | voor 1373  | 4-10-1418  | broer                      |
| 1456-1517   | Melchior        | 1445       | 1-9-1517   | van Daun-Oberstein         |
| 1517-1541   | Wirich V        | 1473/80    | 1541/6     | zoon                       |
| -1518/52    | Philips         | circa 1505 | 1518/52    | zoon                       |
| -1568       | Jan             |            | 13-2-1579  | broer                      |
| 1568-1628   | Emich V         | 23-12-1563 | 14-11-1628 | zoon                       |
| 1628-1636   | Frans Christoph |            | 4-10-1636  | Daun-Oberstein; achterneef |
| 1636-1636   | Johan Adolf     | 1581       | 13-3-1653  | Daun-Bruch; achterneef     |
| 1636-1667   | Willem Wirich   | 1-1-1613   | 22-8-1682  | zoon                       |
| 1667-1723   | Karel Hendrik   | 17-4-1642  | 14-1-1723  | Lotharingen                |